# Avidina
L'avidina è una glicoproteina tetramerica che lega specificamente la biotina e contenuta nell'albume delle uova di uccelli, rettili ed anfibi; è così chiamata per l'"avidità" verso la biotina.
Si ritiene che possa proteggere l'albume dalle invasioni batteriche.
È considerata un fattore anti-nutrizionale poiché agisce chelando la biotina presente negli alimenti costituiti da proteine di deposito, come uova e semi; per rompere questo legame bisogna denaturare la glicoproteina con un'azione termica ad almeno 70 °C.